# Moritz Koch
Moritz Koch (ur. 16 kwietnia 1985 w Duisburgu) – niemiecki wioślarz.

## Osiągnięcia
- Mistrzostwa Świata U-23 – Glasgow 2007 – dwójka podwójna wagi lekkiej – 3. miejsce[1].
- Mistrzostwa Europy – Poznań 2007 – dwójka podwójna wagi lekkiej – 5. miejsce[1].